# Estadio Harlyckans IP
Harlyckans Idrottsplats o simplemente Harlyckans IP es un estadio de fútbol en Helsingborg, Suecia y el estadio local del equipo de fútbol  Eskilsminne IF. Harlyckans IP tiene una capacidad total de 3.500 espectadores.